# Курбанов, Раббим
Раббим Курбанов — советский узбекистанский хозяйственный деятель, Герой Социалистического Труда.

## Биография
Родился в 1932 году в кишлаке Туркмен. Член КПСС с 1958 года.
Окончил Самаркандский сельскохозяйственный институт.
В 1953—1960 — колхозник, в 1960—1961 — главный агроном, в 1961—1972 — бригадир, в 1972—1991 — председатель колхоза «Москва» Самаркандского района Самаркандской области.
Указом Президиума Верховного Совета СССР от 8 апреля 1971 года присвоено звание Героя Социалистического Труда с вручением ордена Ленина и золотой медали «Серп и Молот».
Жил в Самаркандской области Узбекистана.

## Награды и звания
- Герой Социалистического Труда (08.04.1971)
- Орден Ленина (08.04.1971, 20.02.1978)
- Орден Знак Почёта (01.03.1965)